# Viola viarum
Viola viarum är en violväxtart som beskrevs av Charles Louis Pollard. Viola viarum ingår i släktet violer, och familjen violväxter. Inga underarter finns listade i Catalogue of Life.